# Nadlucký potok
Nadlucký potok je menší vodní tok v Tepelské vrchovině, levostranný přítok Otročínského potoka v okrese Karlovy Vary v Karlovarském kraji. Délka toku měří 3 km, plocha povodí činí 5,75 km².

## Průběh toku
Potok pramení severně od Beranova, části Teplé, v nadmořské výšce 700 metrů a teče severním směrem. Potok je také napájen vodou z pramene otročínské kyselky, který je využíván již od 17. století, kdy ho zmiňuje Bohuslav Balbín. Potok napájí Otročínský rybník, v Otročíně zleva přijímá dva kilometry dlouhý bezejmenný potok, na kterém se nachází Vodárenský rybník. Severně od Otročína Nadlucký potok podtéká železniční trať Rakovník – Bečov nad Teplou a zleva se vlévá do Otročínského potoka v nadmořské výšce 614 metrů.